# Stäpptordyvel
Stäpptordyvel (Geotrupes mutator) är en skalbaggsart som beskrevs av Thomas Marsham 1802. Stäpptordyvel ingår i släktet Geotrupes och familjen tordyvlar. Enligt den svenska rödlistan är arten nationellt utdöd i Sverige. Arten har tidigare förekommit i Götaland och Öland men är numera lokalt utdöd. Artens livsmiljö är jordbrukslandskap. Inga underarter finns listade i Catalogue of Life.

## Bildgalleri

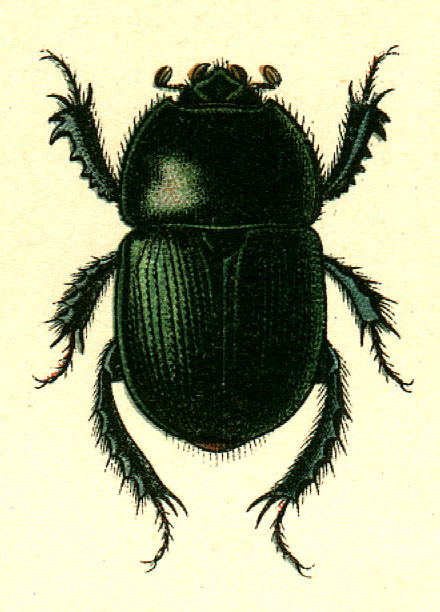
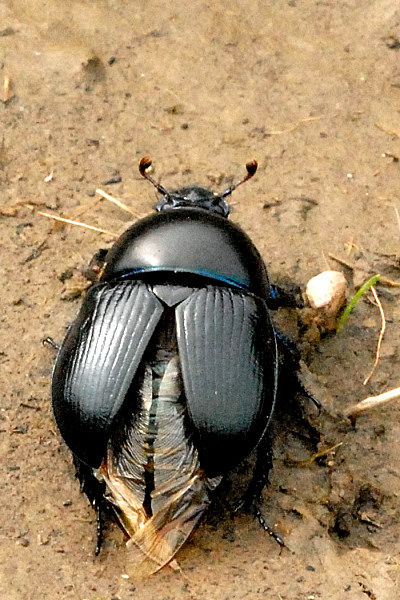